# Josef Foschepoth
Josef Theodor Foschepoth (* 19. November 1947 in Werl) ist ein deutscher Historiker und emeritierter Professor für Zeitgeschichte an der Albert-Ludwigs-Universität Freiburg.

## Leben
Nach dem Abitur am Altsprachlichen Mariengymnasium in Werl im November 1966 studierte Foschepoth Latein, Geschichte, katholische Theologie und Sozialwissenschaften an der Westfälischen Wilhelms-Universität Münster und der Julius-Maximilians-Universität Würzburg. 1975 absolvierte er in Münster das Erste Staatsexamen und wurde dort im selben Jahr mit einer Arbeit zu Reformation und Bauernkrieg im Geschichtsbild der DDR promoviert. Nach fünfjähriger Tätigkeit als Gymnasiallehrer am Evangelisch Stiftischen Gymnasium Gütersloh wurde er Wissenschaftlicher Mitarbeiter und Leiter des neuen Forschungsbereichs „Post-War-History“ am Deutschen Historischen Institut London.
Nach seiner Zeit in London kehrte Foschepoth nach Deutschland zurück und übte nacheinander eine leitende Tätigkeit als Direktor der Ostakademie Königstein aus, war Generalsekretär des Deutschen Koordinierungsrats der Gesellschaften für Christlich-Jüdische Zusammenarbeit (DKR) in Frankfurt und Leitender Städtischer Direktor im Kulturdezernat der Stadt Münster. Aus seiner Tätigkeit beim DKR ging das Buch Im Schatten der Vergangenheit hervor, das sich kritisch mit der Geschichte des DKR auseinandersetzte.
Von 1997 bis 2005 arbeitete Foschepoth für die private AKAD Privathochschulen GmbH, zunächst als Geschäftsführer, später dann als Professor und als Rektor der Wirtschafts- und Sozialwissenschaftlichen Hochschule der AKAD in Lahr. Er war auch Gründungsvorstand des Verbandes Privater Hochschulen in Deutschland.
Seit 2005 ist Foschepoth als außerplanmäßiger Professor für Zeitgeschichte am Lehrstuhl für Neuere und Neueste Geschichte der Albert-Ludwigs-Universität Freiburg tätig. Seine Forschungsschwerpunkte sind die Geschichtsschreibung der DDR, Kalter Krieg und alliierte Deutschlandpolitik, Adenauer und die deutsche Frage, die Post- und Telefonüberwachung in der Bundesrepublik sowie die KPD im deutsch-deutschen Systemkonflikt. Zur Rolle der KPD im deutsch-deutschen Systemkonflikt hat Foschepoth ein von der Deutschen Forschungsgemeinschaft (DFG) gefördertes Projekt durchgeführt. 2008 legte er einen Zwischenbericht in der Zeitschrift für Geschichtswissenschaft vor. 2017 erschien seine umfassende Gesamtdarstellung Verfassungswidrig! Das KPD-Verbot im Kalten Bürgerkrieg.
Seine Forschung führte ihn zur Entdeckung von Millionen bislang geheim gehaltener Akten der Bundesregierung. Aufgrund eines Beschlusses der Bundesregierung von 2009 werden die einschlägigen Verschlusssachen inzwischen systematisch bearbeitet und nach einem festen Zeitplan bis 2024 freigegeben.
Foschepoths vorgelegte Recherchen über die Verletzungen des Post- und Fernmeldegeheimnisses in der frühen Bonner Republik, welche in einer „Monographie mit Dokumenten-Teil“ 2012 veröffentlicht wurden, verdienen dem Rezensenten Rainer Blasius zufolge „größte Aufmerksamkeit“. Auch die Globale Überwachungs- und Spionageaffäre war Gegenstand seiner Veröffentlichungen.

## Forschung im Zusammenhang mit der Globalen Überwachungs- und Spionageaffäre
Franziska Augstein hob in der Süddeutschen Zeitung vom 13. November 2012 hervor, Foschepoths Forschungen zeigten, dass „auch die Bundesbürger bis 1989 von ihrem Staat systematisch bespitzelt wurden“ und zudem bis heute trotz Zwei-plus-Vier-Vertrag im vereinigten Deutschland „die National Security Agency der USA frei schalten und walten“ könne.

## Werke und Rezeption

### Überwachtes Deutschland (2014)
In ihrer Rezension vom 13. November 2011 kommt Franziska Augstein zu dem Schluss, Kanzler Adenauer habe mit dazu beigetragen, Deutschland zu einem Überwachungsstaat zu machen, was sich bis zur Gegenwart nicht geändert habe: „Foschepoth zeigt, dass die alte Bundesrepublik zeit ihres Bestehens ein veritabler Überwachungsstaat war, dass das Grundgesetz missachtet und der Rechtsstaat unterwandert wurde – und dieses nicht von Kommunisten, sondern auf Betreiben Konrad Adenauers.“ Dieser sei sich bewusst gewesen, dass seine Verlautbarung, mit den Pariser Verträgen seien die Westdeutschen „Freie unter Freien“, den Vorbehaltsrechten der Alliierten widersprach. Er habe um des politischen Erfolges bei den Pariser Verträgen willen einen „Trick“ ersonnen, um das Post- und Fernmeldegeheimnis (Art 10 Grundgesetz) am Parlament vorbei auszuhebeln, womit er nach Foschepoth einen schweren Verfassungsbruch begangen habe: „Zusammen mit den Westmächten setzte der Kanzler einen Brief an sich selbst auf, in dem von ihm gefordert wurde, die nötige Überwachung zu gewährleisten. Damit hatte Adenauer eine aus seiner Sicht optimale Lösung gefunden: Die Alliierten waren zufrieden, und der Brief blieb als Annex zu den Pariser Verträgen geheim; nur wenige Politiker und Beamte wussten davon.“
Erst die „Abhöraffäre“ führte 1968 zum G-10-Gesetz, neben dem die Rechte der Westmächte aber weiterbestanden. Es habe rechtsstaatswidrige Praktiken legalisiert. Foschepoth sieht auch hier einen „Trick“: „Um die Bürger nicht kopfscheu zu machen, packte man das G-10-Gesetz in die Notstandsgesetzgebung. Über letztere wurde in der Öffentlichkeit heiß diskutiert, als die Notstandsgesetze verabschiedet wurden, ist das G-10-Gesetz mit durchgesegelt.“ Auch durch den 2+4-Vertrag von 1990 seien die Überwachungsrechte der Alliierten nicht gelöscht, sondern in einem geheimen Dokument festgeschrieben worden: Das 1959 abgeschlossene Zusatzabkommen zum NATO-Truppenstatut gelte weiter fort, so dass die NSA weiterhin alle Daten erfassen könne, die sie benötige.

### Verfassungswidrig (2017)
Foschepoth kommt aufgrund seiner Auswertung vorher unzugänglicher Dokumente zu dem Schluss, das Verfahren des KPD-Verbots sei strategisch, taktisch und inhaltlich zwischen Regierung und Judikative koordiniert worden. Die Judikative in Form des BGH habe exekutive Durchsetzungsgewalt über die Verfassungsschutzbehörden und die Polizei bekommen und sei dabei selbst Ausführungsorgan des Regierungswillens Adenauers und besonders auch Thomas Dehlers gewesen. Deshalb ist das Verbot und damit die Entscheidung des Bundesverfassungsgerichtes nach Auffassung Foschepoths verfassungswidrig. Er stellt dar, dass die Gewaltenteilung aufgehoben worden sei. Erstmals seit 1945 sei wieder eine an die Rechte der Gestapo erinnernde Einheit von Polizei, Geheimdienst und Regierung entstanden.
Ralf Husemann (SZ) sieht in dieser Einschätzung in seiner Rezension vom 9. Oktober 2017 einen Aktualitätsbezug, insofern BVerfG-Präsident Andreas Voßkuhle sich 2017 angesichts des Urteils des Bundesverfassungsgerichts zum Verbot der NPD von einem „Gesinnungs- und Weltanschauungsverbot“, wie es beim Verfahren gegen die KPD 1956 angewandt worden sei, deutlich distanziert habe. Es gab Absprachen der Karlsruher Verfassungsrichter mit der Bundesregierung, Kanzler, Justiz- wie Innenminister setzten ständig das Gericht massiv unter Druck, wobei bis ins kleinste Detail der Verfahrensablauf festgelegt wurde. Max Güde habe das Verfahren als politische Justiz kritisiert, die „aus dem gleichen gebrochenen Rückgrat heraus“ Recht spreche wie die nationalsozialistischen Sondergerichte.
Foschepoth erkläre dies aus der Prägung des Staates durch die ehemaligen Stützen des Nazi-Regimes, etwa im Strafrecht durch Josef Schafheutle, was in der Wiedereinführung der Sonderstrafkammern sichtbar werde, die in vielen Fällen in den Gebäuden der NS-Sondergerichte untergebracht wurden.
Foschepoth weise nach, dass nicht nur die Unabhängigkeit des Bundesverfassungsgerichts permanent missachtet, sondern auch „höchstrichterlich“ gefälscht wurde, insofern Erwin Stein ein unrechtmäßiges Vernehmungsprotokoll einfach abgeschrieben hätte.
Der Historiker Frieder Günther lobt in seiner Rezension für das geschichtswissenschaftliche Fachportal H-Soz-Kult
Foschepoth zwar für die Präsentation einer Fülle von den Sachverhalt erhellenden Details, kritisiert aber, dass der Studie insgesamt die juristische Fundierung fehle, sie immer wieder zu polemischen Zuspitzungen und Einseitigkeiten neige, die zu unzulässigen verallgemeinernden negativen Urteilen führe. Der Autor nenne eindrückliche Beispiele für Prozessabsprachen mit der Bundesregierung. Zudem habe er offengelegt wie Erwin Stein, der ja nicht nur Richter beim Prozess war, sondern eine hervorgehobene Funktion als Berichterstatter hatte, dem Protokoll seiner Vernehmung eines aus der DDR geflohenen DDR-Funktionärs dessen Aussagen aus einem vorherigen Befragung durch den Verfassungsschutz untergeschoben hat. Doch insgesamt könne Foschepoths Argumentation nicht überzeugen, da er „generell zu schnell damit“ sei, „einen Sachverhalt als rechts-, gesetzes- oder verfassungswidrig zu deklarieren“.
Dominik Geppert (FAZ) findet dagegen in seiner Besprechung vom 20. Februar und 5. März 2018 Foschepoths Erkenntnisgewinn trotz unvergleichlicher Gründlichkeit der Quellenarbeit eher gering, seine Interpretation gewagt und unausgewogen. Für Foschepoth bilde nicht der Antitotalitarismus, sondern ein „totalitärer Antikommunismus“ den Gründungskonsens der Bundesrepublik. Die Regierung habe mit ihrem Antrag das Ziel verfolgt, „nach dem misslungenen Versuch, den Kommunismus durch einen Vernichtungskrieg gegen die Sowjetunion auszurotten, gewissermaßen in einem zweiten Anlauf, dieses Mal mit den Mitteln des Rechtsstaats wenigstens im Westen Deutschlands dem Kommunismus den Garaus zu machen“. Das Verfassungsgericht habe dies letztlich unterstützt. Geppert sieht den Kern der Fakten schon durch Hans-Peter Schwarz, wenn auch „mit ungleich wohlwollenderem Grundton“  dargestellt. Das KPD-Verbot habe geholfen, „eine gute Institutionenordnung zu konsolidieren und ein (partei)politisches System zu stabilisieren, das bald gefestigt genug war, um seit 1968 wieder eine kommunistische Partei (die DKP) zu ertragen und nach 1990 sogar die SED-Nachfolgepartei zu integrieren.“
Für Andreas Hasenkamp (Westfälische Nachrichten) ist Foschepoths Werk mit seiner Rückkehr zu der Quellenarbeit auch „eine Kritik an einem Mainstream universitärer Forschung, die sich der These von der Erfolgsgeschichte der Republik zum nicht zu hinterfragenden Dogma gemacht zu haben scheine.“
In der Politischen Vierteljahresschrift urteilt Michael Hein, Foschepoth habe die Gültigkeit seiner These zwar nicht durchweg nachweisen können, es sei aber ein wichtiger Beitrag zur Geschichte des Bundesverfassungsgerichts und zum Verhältnis wehrhafter Demokratie und Rechtsstaatlichkeit.

## Preise und Auszeichnungen
- Richard-Schmid-Preis 2018, für herausragende Leistungen auf dem Gebiet der juristischen Zeitgeschichte[13][14]

## Veröffentlichungen (Auswahl)
- Reformation und Bauernkrieg im Geschichtsbild der DDR. Zur Methodologie eines gewandelten Geschichtsverständnisses. Duncker & Humblot, Berlin 1976, ISBN 3-428-03634-4 (Zugl.: Münster (Westf.), Univ., Diss., 1975 u.d.T.: Reformation und Bauernkrieg im Geschichtsbild der DDR. Ein Beitrag zur Methodologie der marxistisch-leninistischen Geschichtswissenschaft).
- Kalter Krieg und deutsche Frage. Deutschland im Widerstreit der Mächte 1945–1952 (= Veröffentlichungen des Deutschen Historischen Instituts London. Band 16). Vandenhoeck und Ruprecht, Göttingen 1985, ISBN 3-525-36300-1.
- als Herausgeber: Adenauer und die deutsche Frage. Vandenhoeck und Ruprecht, Göttingen 1988; 2. Auflage 1990, ISBN 3-525-01343-4.
- Im Schatten der Vergangenheit. Die Anfänge der Gesellschaft für Christlich-Jüdische Zusammenarbeit. Vandenhoeck und Ruprecht, Göttingen 1993, ISBN 3-525-01349-3.
- Rolle und Bedeutung der KPD im deutsch-deutschen Systemkonflikt, in: Zeitschrift für Geschichtswissenschaft. ISSN 0044-2828, Bd. 56 (2008), Heft 11, S. 889–909.
- Überwachtes Deutschland. Post- und Telefonüberwachung in der alten Bundesrepublik. 4., durchges. Auflage. Vandenhoeck & Ruprecht, Göttingen 2013, ISBN 978-3-525-30041-1 (eingeschränkte Vorschau in der Google-Buchsuche). 52017. ISBN 978-3-525-30189-0
- Verfassungswidrig! Das KPD-Verbot im Kalten Bürgerkrieg. Vandenhoeck & Ruprecht, Göttingen 2017, ISBN 978-3-525-30181-4.